# Polycampsis
Polycampsis é um gênero de mariposa pertencente à família Crambidae.